# Zygophyllum mucronatum
Zygophyllum mucronatum là một loài thực vật có hoa trong họ Zygophyllaceae. Loài này được Maxim. miêu tả khoa học đầu tiên năm 1881.